# تعطیلات موسیو اولو
تعطیلات موسیو اولو (فرانسوی: Les Vacances de M. Hulot‎) فیلمی کمدی به کارگردانی ژاک تاتی محصول سال ۱۹۵۳ سینمای فرانسه است. از بازیگران آن می‌توان به ژاک تاتی و ناتالی پاسکو اشاره کرد.
شخصیت ماندگار موسیو اولو نخستین بار در این فیلم ظاهر می‌شود؛ مردی پیپ‌کش و خوش‌قلب اما دست‌وپاچلفتی که در چند فیلم بعدی تاتی همچون دایی من (۱۹۵۸)، زنگ تفریح (۱۹۶۷) و ترافیک (۱۹۷۱) نیز حضور دارد. این فیلم یکی از فیلم‌های مورد علاقه دیوید لینچ کارگردان بزرگ سینما می‌باشد.